# Banditismo corso
Il banditismo còrso è stato un fenomeno criminale e sociopolitico nella storia della Corsica in età contemporanea.

## Storia
Le origini del banditismo corso si possono rintracciare nell'istituto sociale "vendetta", o vindetta còrsa, cioè nel delitto d'onore. Va tenuto conto, poi, che nella società còrsa l'amministrazione della giustizia veniva affidata agli anziani del clan, una situazione ratificata anche negli "Statuti civili e penali" genovesi.
Il banditismo ha avuto il suo massimo tra il XIX secolo e la prima metà del XX secolo. Il declino è stato dovuto alla cattura e uccisione dei grandi capi del banditismo insulare e la trasformazione della Corsica (anche con l'arrivo dei pieds noirs dall'ex Algeria francese): quale conseguenza, il banditismo è scemato ed è quasi tutto confluito nella lotta indipendentista del FLNC e nella mafia corsa, quest'ultima molto più redditizia.
Una delle zone di maggior diffusione del banditismo corso era la Castagniccia.
L'ultimo grande bandito, André Spada, fu ghigliottinato a Bastia, il 21 giugno 1935, in Place Saint-Nicolas.

## Principali esponenti del banditismo corso
- Antoine Marc Alfonsi detto "Muzarettu" (Grossa, 1866 - Sartene, 1952)
- Giuseppo Antonmarchi detto "Gallocchio" (Ampriani, 1800 - Altiani, 1835)
- Joseph Bartoli (Palneca, 1902 - Ghisoni, 1931)
- Antoine Bonelli e Jacques Bonelli detti "I Bellacoscia"
- François Bornéa (Campo, 1905 - Porto Vecchio 1982)
- François Marie Castelli (Carcheto Brustico, 1876 - Poggio-Mezzana, 1929)
- Fraçois Caviglioli (Lopigna, 1898 - Bastia, 1934)
- Jean-Simon Ettori (Moca-Croce, 1880 - Moca-Croce, 1962)
- Petru Giovanni (Sartene, 1859 - Conca, 1899)
- Felix Micaelli detto "Feliciolu" (Isolaccio di Fiumorbo, 1887 - Prunelli di Fiumorbo, 1932)
- Jean Camille Nicolaï (Carbini, 1863 - Testa di Figari, 1888)
- Théodore Poli (Guagno, 1797 - Bastia, 1827)
- Nonce Louis Romanetti (Calcatoggio, 1882 - Lava di Alata, 1926)
- André Spada (Ajaccio, 1897 - Bastia, 1935)